# Nawel Hammouche
Nawel Hammouche (ur. 25 kwietnia 1997) – algierska siatkarka, reprezentantka kraju grająca jako środkowa. Obecnie występuje w drużynie NC Béjaïa.